# The Marvelous Mrs. Maisel
The Marvelous Mrs. Maisel este un serial american online de televiziune de comedie-dramă de epocă, creat de Amy Sherman-Palladino, care a avut premiera pe 17 martie 2017, pe Prime-Video. În rolurile principale joacă Rachel Brosnahan ca Miriam „Midge” Maisel, o gospodină din New York City în 1958, care descoperă că are talent pentru stand-up comedy. Alex Borstein, Michael Zegen, Marin Hinkle, Tony Shalhoub și Kevin Pollak joacă în roluri secundare. După premiera episodului pilot, apreciat critic, serialul a fost preluat de Amazon Studios. Cel de-al doilea sezon a fost lansat pe 5 decembrie 2018, iar al treilea a fost lansat pe 6 decembrie 2019. Serialul a fost reînnoit pentru un al patrulea sezon pe 12 decembrie 2019.
Serialul a fost apreciat critic și a câștigat Premiul Globul de Aur pentru cel mai bun serial TV (muzical/comedie) în 2017 și Primetime Emmy Award pentru serial de comedie în 2018, unde și Sherman-Palladino a primit premii pentru Regie și Scenariu. În plus, Brosnahan câștigat Primetime Emmy Award pentru actriță într-un serial de comedie în 2018 și două Premii Globul de Aur pentru cea mai bună actriță de televiziune muzical sau comedie în 2018 și 2019. Borstein a câștigat Primetime Emmy Award actriță în rol secundar într-un serial de comedie de două ori în 2018 și 2019, iar Tony Shalhoub a câștigat Premiul pentru actor în rol secundar într-un serial de comedie în 2019.

## Distribuție și personaje

### Personaje principale
- Rachel Brosnahan ca Miriam „Midge” Maisel (născută Weissman), o gospodină evreu-americană care-și descoperă flerul pentru stand-up comedy. După ce soțul ei o părăsește, își găsește un loc de muncă la standul de machiaje de la B. Altman și începe să practice stand-up comedy în cluburi din New York.
- Alex Borstein ca Susie Myerson, angajată a The Gaslight Cafe și managerul lui Midge.
- Michael Zegen ca Joel Maisel, soțul lui Midge, care o părăsește pe Midge pentru secretara lui. Și el vrea să fie un comic de stand-up, dar se bazează doar pe texte de Bob Newhart. Fost angajat al Tri-Borough Plastics, el părăsește compania și ajunge să lucreze cu tatăl său. Lenny Palmieri portretizează un Joel de treisprezece ani în episodul „Put That On Your Plate!”.
- Marin Hinkle ca Rose Weissman (născută Lehman), mama lui Midge.
- Tony Shalhoub ca Abraham „Abe” Weissman, tatăl lui Midge, profesor de matematică la Universitatea Columbia și cercetător la Laboratoarele Bell.
- Kevin Pollak ca Moishe Maisel (sezonul 2, recurent în sezonul 1), tatăl lui Joel, proprietarul Maisel and Roth Garment Company.
- Caroline Aaron ca Shirley Maisel (sezonul 3, recurent în sezoanele 1-2), mama lui Joel.
- Jane Lynch ca Sophie Lennon (sezonul 3, recurent în sezonul 2, oaspete în sezonul 1), un comic stand-up de succes, care se bazează pe experiența vieții sale din Queens și aspectului ei demodat. În realitate, ea este o aristocrată bogată din Manhattan cu gust rafinat și poartă un costum pe scenă pentru a părea grasă.

## Producție

### Dezvoltarea
Amy Sherman-Palladino a fost inspirată să creeze serialul de amintirile din copilărie despre tatăl său, un actor de comedie din New York, și admirația față de primele femei comic, precum Joan Rivers și Totie Fields.
Pe 6 iunie 2016, a fost confirmat faptul că Amazon a cerut producția unui episod pilot. Textul a fost scris de către Sherman-Palladino, care, de asemenea, a fost și producător executiv. Pe 2 martie 2017, a fost anunțat că pilotul va avea premiera în timpul Amazon Spring 2017 pe 17 martie 2017. Pe 10 aprilie 2017, Amazon a comandat producția a două sezoane. A fost confirmat că serialul va fi produs de Sherman-Palladino și Daniel Palladino, alături de Dhana Gilbert ca producător. Pe 10 octombrie 2017, a fost anunțat că serialul va avea premiera pe 29 noiembrie 2017.
Pe 20 mai 2018, Amazon a reînnoit serialul pentru un al treilea sezon, care va consta din opt episoade. Pe 24 octombrie 2018 a fost anunțat că cel de-al doilea sezon va avea premiera pe 5 decembrie 2018. Pe 19 august 2019, premiera celui de-al treilea sezon a fost anunțată pentru data de 6 decembrie 2019.

### Casting
Pe 5 august 2016, Rachel Brosnahan a fost distribuită în rolul principal al pilotului. În septembrie 2016, a fost anunțat că Tony Shalhoub și Michael Zegen s-au alăturat distribuției principale a pilotului. Pe octombrie 6 2016, Marin Hinkle a fost distribuit într-unul din rolurile principale ale pilotului În luna mai 2017 a fost anunțat că Joel Johnstone, Caroline Aaron, Kevin Pollak și Bailey De Young vor juca roluri recurente.
Pe 23 mai 2018, a fost anunțat că Zachary Levi se va întoarce în sezonul al doilea ca personaj recurent. Pe 15 august 2018, a fost anunțat că și Jane Lynch va relua rolul lui Sophie Lennon ca personaj recurent.
Pe 15 aprilie 2019, a fost anunțat că Sterling K. Brown va apărea în cel de-al treilea sezon într-un rol neidentificat. Pe 14 octombrie 2019, în trailerul sezonului al treilea apare Liza Weil drept un personaj neidentificat.

### Filmare
Filmările principale pentru episodul pilot au avut loc între 27 septembrie și 14 octombrie 2016 în Manhattan. Pe 4 și 5 octombrie 2016, filmările de exterior au avut loc la 96 St. Marks Place. Locuitorii din clădirea folosită pentru filmare au fost nemulțumiți de deranjul cauzat.

### Design
„Apartamentul” unde locuiesc Midge și soțul ei Joel a fost creat pe același platou ca apartamentul unde locuiesc părinții lui Midge, dar cu un design mult mai modern (sfârșitul anilor 1950), inspirat parțial din filmele lui Doris Day, potrivit designerului de producție Bill Mire. Fontul retro folosit pentru titlul serialului se numește Sparkly și a fost proiectat de către Stuart Sandler de la Font Diner.